# دیوید وردو
دیوید وردو (انگلیسی: David Verdú؛ زادهٔ ۲۵ سپتامبر ۱۹۸۸) بازیکن فوتبال اهل اسپانیا است.